# Stéphane Sparagna
Stéphane Sparagna (nascido em 17 de fevereiro de 1995, em Marselha) é um futebolista francês que atua como Defesa Central. Atualmente defende o União Desportiva Vilafranquense.